# Andrei Bogdanov (politician)
Andrei Vladimirovici Bogdanov (în rusă Андрей Владимирович Богданов) (n. 27 ianuarie 1970, Mojaisk⁠(d), RSFS Rusă, URSS) este un politician rus. El este liderul Partidului Democratic și unul din candidații la alegerile prezidențiale din Rusia, 2008.

## Biografie
Bogdanov s-a născut la 31 ianuarie 1970 în orașul Mojaisk, regiunea Moscova, într-o numeroasă familie ruso-tătară. Tată - Vladimir Andreevici, rus, colonel al armatei sovietice. Mama - Larisa Abdraimovna, tătară, inginer la una dintre cele mai importante întreprinderi ale Ministerului Industriei Radio din URSS.
A absolvit școala numărul 1000 în Solnțevo (aceeași școală în care anterior a studiat viitorul său rival politic Mihail Kasianov). După absolvirea școlii, a studiat la Școala de Inginerie Militară de Aviație din Riga numită după Iakov Alksnis. 

### Activitate politică
Activitatea politică a început în 1990 în Partidul Democrat din Rusia (PDR). Bogdanov, din propriile cuvinte, a început o carieră politică ca activist ordinar al organizației raionului Solntsevo și mai târziu a creat și condus Uniunea Tineretului PDR, devenind membru al consiliului politic al partidului (a ocupat această poziție până în 1994). În 1991-1994, Bogdanov a deținut diferite funcții de conducere în Comitetul Executiv al PDR, în special fiind secretar al Comitetului Central al Partidului Democrat din Rusia. 10 decembrie 1991, a organizat un miting împotriva acordurilor de la Beloveja. În iunie 1992, Bogdanov a devenit membru al consiliului politic al "Uniunii civile" (lider - Arkadi Volschi). În aceeași vară, după ce a vizitat  Transnistria împreună cu delegația PDR, a creat o fundație caritabilă pentru a colecta bani, medicamente și alimente pentru apărătorii Republicii Transnistrene.